# Ingvar Holm
Hans Ingvar Holm, född 25 oktober 1923 på fiskeläget Vik, Rörums församling, där han även var bosatt, död 4 februari 2017, var en svensk litteraturvetare, professor vid Lunds universitet och programledare i TV. Han var son till prosten Hjalmar Holm.

## Biografi
Holm växte upp i en prästfamilj tillsammans med sina fyra syskon på Österlen och disputerade 1957 vid Lunds universitet på en litteraturhistorisk avhandling om Ola Hansson, varpå han fick en docentur. Mellan 1960 och 1965 fungerade han som dramaturg på Dramaten i Stockholm. Med dessa erfarenheter skapade han 1965 den unika disciplinen drama-teater-film vid Lunds universitet och var ämnets första professor 1970–1989. Han var en kortare period professor även i Köln och i Köpenhamn.
Holm verkade även som teaterkritiker i Dagens Nyheter mellan 1952 och 1970. För den stora allmänheten är han också känd som programledare och domare i TV-programmet Kvitt eller dubbelt 1982–1988 på SVT Malmö.
År 1954 gifte han sig med Gunnel Skantz (1927–1983) och 2005 med konstnären Karin Sverenius (1950–2017). De är begravda på Rörums Norra kyrkogård. Holms systerdotter är Ursula Berge.

## Priser och utmärkelser
- 1964 – Schückska priset
- 1987 – Lengertz litteraturpris
- 1991 – Schückska priset
- 1994 – Harry Martinson-priset
- Svenska Akademiens pris för boken "De olydigas litteraturhistoria och andra essäer"

## Litterära sällskap
- Ordf. i Thaliajuryn 1987–2007. Jurymedlem sedan 1961
- Ordf. Elsa Grave-sällskapet 1999–2006
- Jurymedlem Stiftelsen Piratenpriset 1998–2005
- Ordf. Ljungsjöligan 1991–2003
- Ordf. Harry Martinson-sällskapet 1984–1999
- Medlem i Österlenakademien